# Utarg krańcowy
Utarg krańcowy – przyrost utargu osiągnięty ze wzrostu sprzedaży produktów w określonym czasie po stałej cenie.
Utarg krańcowy jest zmianą utargu całkowitego {\displaystyle (\Delta U_{c}),} wynikająca ze wzrostu sprzedaży o jedną sztukę produktu (towaru) {\displaystyle (\Delta p){:}}
{\displaystyle U_{k}={\frac {\Delta U_{c}}{\Delta p}},}
gdzie:
{\displaystyle U_{k}} – utarg krańcowy,
{\displaystyle \Delta U_{c}} – zmiana utargu całkowitego,
{\displaystyle \Delta p} – suma wzrostu ilości sprzedanego towaru o jedną sztukę.